# رولف كريستنسن
رولف كريستنسن (بالنرويجية البوكمول: Rolf Christensen)‏ هو مخرج وممثل نرويجي، ولد في 4 أغسطس 1894 في شين في النرويج، وتوفي في 18 مايو 1962.

## وصلات خارجية
- رولف كريستنسن على موقع IMDb (الإنجليزية)
- رولف كريستنسن على موقع قاعدة بيانات الأفلام السويدية (السويدية)
- رولف كريستنسن على موقع قاعدة بيانات الفيلم (الإنجليزية)
- رولف كريستنسن على موقع كينوبويسك (الروسية)